# Iwan Bambiza
Iwan Michajławicz Bambiza (biał. Іван Міхайлавіч Бамбіза, ros. Иван Михайлович Бамбиза, Iwan Michajłowicz Bambiza; ur. 8 października 1952 w Laskowiczach) – białoruski polityk, w latach 2004–2010 zastępca premiera Białorusi.

## Życiorys
Urodził się 8 października 1952 roku we wsi Laskowicze, w rejonie petrykowskim obwodu homelskiego Białoruskiej SRR, ZSRR. W 1975 roku ukończył studia na Wydziale Mechanizacji Gospodarstwa Wiejskiego Białoruskiego Instytutu Mechanizacji Gospodarstwa Wiejskiego, a w 1989 roku w Mińskiej Wyższej Szkole Partyjnej.
W latach 1975–1985 był głównym inżynierem ds. hodowli żywego inwentarza w sowchozie im. Niekrasowa w rejonie homelskim, głównym inżynierem w sowchozie „Bryniewo” i dyrektorem sowchozu „Hołubicki” w rejonie petrykowskim. W latach 1985–1987 pełnił funkcję naczelnika wydziału gospodarki wiejskiej Pietrykowskiego Rejonowego Komitetu Wykonawczego oraz przewodniczącego Rejonowego Zjednoczenia Przemysłu Rolnego. W latach 1987–1991 był przewodniczącym Rzeczyckiego Rejonowego Komitetu Wykonawczego i przewodniczącym Rzeczyckiej Rejonowej Rady Deputowanych Ludowych.
W 1990 roku został deputowanym ludowym do Rady Najwyższej Białoruskiej SRR XII kadencji z Wasilewickiego Okręgu Wyborczego Nr 228. Od 20 lipca 1990 roku wchodził w skład Komisji Konstytucyjnej. Od 1991 do lutego 1994 roku był sekretarzem Planowej i Budżetowo-Finansowej Komisji Rady Najwyższej. 22 lutego 1994 roku został wiceprzewodniczącym Rady Najwyższej. W maju tego samego roku wszedł w skład Zarządu Narodowego Banku Republiki Białorusi. 25 sierpnia 1995 został wyznaczony przez prezydenta Alaksandra Łukaszenkę na stanowisko ministra ds. Wspólnoty Niepodległych Państw. Stanowisko to zajmował do 1996 roku. W latach 1997–2004 był prezesem Białoruskiego Państwowego Koncernu Naftowego i Chemicznego „Biełnieftiechim” oraz przewodniczącym rady nadzorczej OAO „Biełagroprombank”.
25 maja 2004 roku prezydent Łukaszenka zwolnił Iwana Bambizę ze stanowiska w „Biełnieftiechimie” (jego miejsce zajął Branisłau Siwy) i wyznaczył go na stanowisko zastępcy premiera Republiki Białorusi (na miejsce Ramana Wnuczki), tym samym czyniąc go urzędnikiem państwowym wyższej klasy.
27 grudnia 2010 roku, zgodnie z art. 106 konstytucji, rząd premiera Siarhiej Sidorskiego, w którego skład wchodził Iwan Bambiza, podał się do dymisji. Następnego dnia prezydent powołał nowy rząd, w którym Bambiza już się nie znalazł.

## Życie prywatne
Iwan Bambiza jest żonaty, ma troje dzieci. Jeden z jego synów, Alaksandr, zginął w wieku 25 lat. Bambiza posiada willę położoną w elitarnej mińskiej dzielnicy Drozdy, zamieszkanej przez przedstawicieli władzy i ludzi blisko związanych z Alaksandrem Łukaszenką.

## Nagrody
- Order Ojczyzny III klasy – Za znaczny osobisty wkład w rozwój kompleksu naftochemicznego republiki (2 listopada 2002 r.)[8]